# Leeds Rhinos Rugby League Club
Maillots
Leeds Rhinos Rugby League Club, appelé Leeds Rhinos, est un club anglais de rugby à XIII basé à Leeds (Yorkshire de l'Ouest). C'est l'actuel tenant du titre de la Super League. Son surnom Rhinos et son logo ont été introduits en 1997 au moment de la fondation de la Super League. Il s'agit de l'un des vingt-deux clubs qui ont formé la Northern Rugby Football Union, qui a donné naissance au rugby à XIII en 1895.
Le club évolue à domicile au Headingley Rugby Stadium situé à Headingley dans le nord-ouest de Leeds, depuis 1890. Leeds est l'un des clubs les plus titrés d'Angleterre avec Wigan Warriors et St Helens RLFC avec deux titres de World Club Challenge (2005 et 2008), onze titres de champion d'Angleterre (1961, 1969, 1972, 2004, 2007, 2008, 2009, 2011, 2012, 2015 et 2017) ainsi que onze victoires en Challenge Cup (coupe d'Angleterre).

## Palmarès
| World Club Challenge                                                                     | Super League (précédemment RFL Championship) | Challenge Cup |
| ---------------------------------------------------------------------------------------- | --- | --- |
| - Champion (3) : 2005, 2008 et 2012. - Finaliste (5) : 2009 et 2010, 2013, 2015 et 2018. | - Champion (11) : 1961, 1969, 1972, 2004, 2007, 2008, 2009, 2011, 2012, 2015 et 2017. - Finaliste (12) : 1915, 1929, 1930, 1931, 1938, 1970, 1973, 1995, 1996, 1998, 2005 et 2022. | - Vainqueur (14) : 1910, 1923, 1932, 1936, 1941, 1942, 1957, 1968, 1977, 1978, 1999, 2014, 2015 et 2020. - Finaliste (12) : 1943, 1947, 1971, 1972, 1994, 1995, 2000, 2003, 2005, 2010, 2011 et 2012. |

## Histoire

### Les débuts
En 1864, H. I. Jenkinson fait une annonce dans le journal local « Leeds Mercury », il invite des joueurs de rugby à se rendre au Woodhouse Moor quelques jours par semaine entre 19 et 20 h. Quelque 500 membres sont alors rassemblés et de cela plusieurs clubs ont été formés dont est issu le « Leeds St John's ».
Formé en 1870, Leeds St John's était tout d'abord connu sous le nom de « Old Blue and Ambers ». Ils disputent leurs matchs entre 1870 et 1888 au Militia Barracks avant de déménager au Cardigan Fields, près de Headingley à Leeds. Les membres sont plutôt issus des églises mais le recrutement s'élargit rapidement. En 1887, le club atteint pour la première fois une finale de coupe, la Coupe du Yorkshire, compétition de rugby à XV, perdue contre Wakefield Trinity. L'année suivante, les terrains de Cardigan sont vendus aux enchères et le lot 17a est acheté par un groupe de citoyens de Leeds dont l'intention est d'y installer un club omnisports qui dominerait la ville, cette parcelle est aujourd'hui connu sous le nom d'Headingley Rugby Stadium.
En 1890, Leeds St John's change de nom et devient une section du Leeds Cricket, Football and Athletic Co Ltd et inaugure son nouveau stade le 20 septembre 1890 contre Manningham FC. Ce stade devient un haut lieu du rugby puisqu'en 1892, 27 654 spectateurs prennent place pour voir Leeds opposé à Halifax RLFC, un record pour le rugby britannique à l'époque.
En 1895, Leeds est l'un des membres fondateurs de la Northern Union qui créent un schisme au sein du rugby, abandonnant le rugby à XV pour créer le rugby à XIII. Leur premier match les oppose à Leigh le 7 septembre 1895, avec un succès à la clef pour Leeds le jour de l'inauguration de cette nouvelle compétition.
Au début du XXe siècle, le prépondérance du rugby est mise à mal par le succès que rencontre Leeds City F.C. le club de football de la ville qui évolue alors en seconde division anglaise et a pour conséquence de faire chute les affluences dans le stade de rugby.
En 1915, Leeds atteint la finale du championnat pour la première fois mais s'incline 35-2 contre Huddersfield. En 1921, le transfert d'Harold Buck de Hunslet à Leeds est le premier à atteindre la somme symbolique des 1000 livres sterling. Les années 1920, 1930 et 1940 sont marquées par de nombreux succès en Challenge Cup, palmarès inauguré en 1910 (puis 1923, 1932, 1936, 1941 et 1942), en Yorkshire Cup (1922, 1929, 1931, 1933, 1935, 1936 et 1938) et en Yorkshire League (1922, 1929, 1931, 1933, 1935, 1936 et 1938).

### Après guerre
Après la Seconde Guerre mondiale, malgré des moyens financiers plus importants que dans de nombreux clubs de la ligue, le club peine à faire bonne figure. Cette période est interrompue en 1957 avec une victoire en Challenge Cup suivie d'une victoire en Yorkshire Cup en 1959. Ce retour au premier plan est marqué par la mise en place de l'entraîneur Joe Warham qui permet aux « Lioners » (surnom de l'équipe) de s'emparer de leur premier titre du championnat d'Angleterre en 1961.
À la fin des années 1960, sous la houlette d'un nouvel entraîneur, Roy Francis, Leeds remporte de nouveau la Challenge Cup en 1968 et le championnat l'année suivante. Francis est remplacé par Rocky Turner, qui permet au club de décrocher un troisième titre de championnat en 1972. Le milieu des années 1970 est marqué par deux titres de Premiership en 1975 et 1979 et deux titres de Challenge Cup en 1977 et 1978.

### Super League

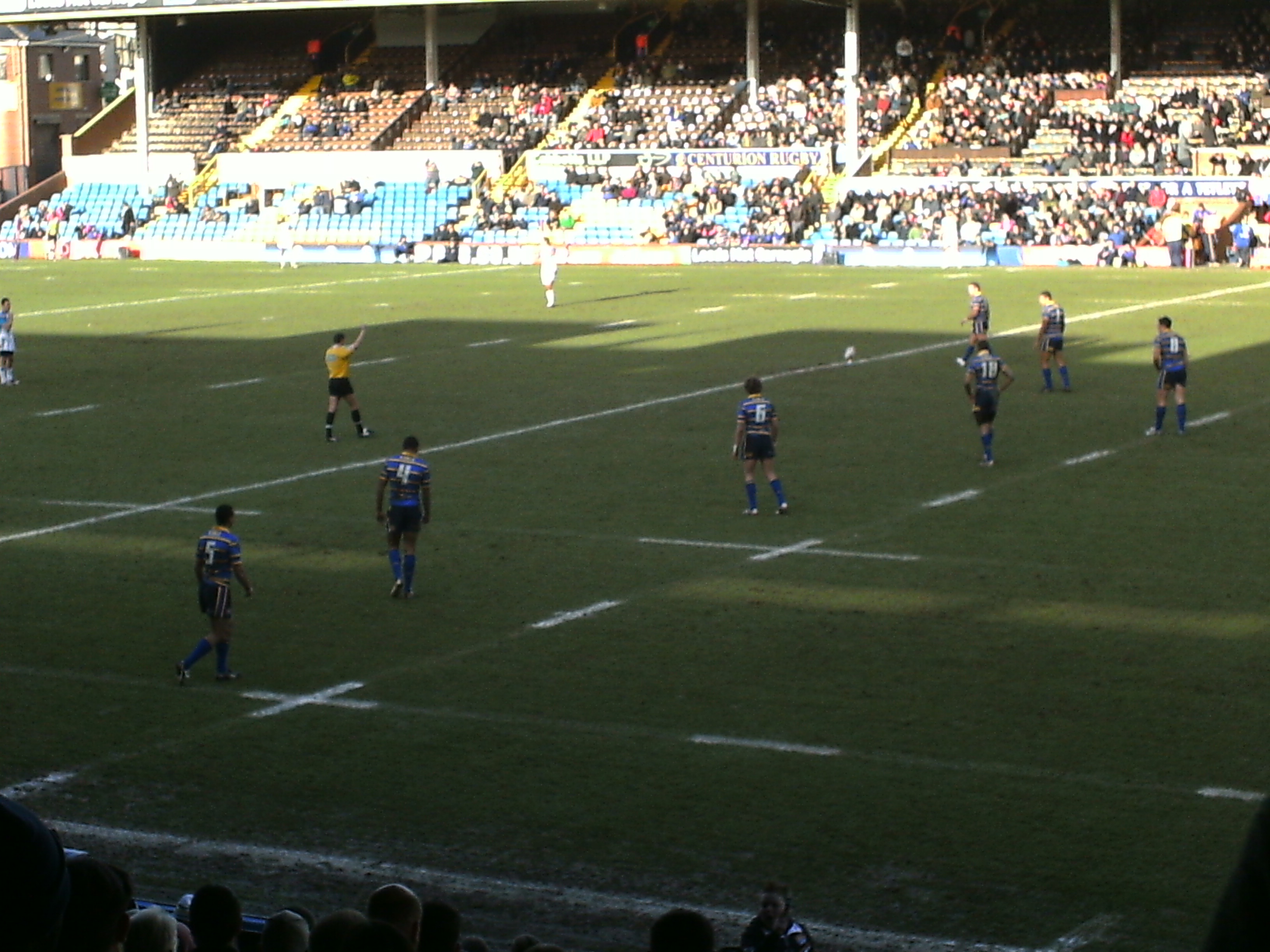
Leeds Rhinos vs Wakefield Wildcats, 26/12/2008

La mise en place de la Super League marque le renouveau du rugby à XIII, le club est alors renommé en « Leeds Rhinos » pour l'occasion. L'équipe première est alors entraîné par Dean Dell, mais les débuts sont difficiles, en raison de problèmes financiers, et flirte avec la relégation la première année en 1996. Cependant, dès 1998, le club renoue avec le haut du tableau et participe la première finale de la Super League contre Wigan Warriors (perdue 10-4 à Old Trafford à Manchester). Entre-temps, le club réalise un record sur le marché des transferts en achetant Iestyn Harris pour 350 000 £ en 1997, devenant capitaine dès sa première année à l'âge de 21 ans. En 1999, Leeds remporte sa première Challenge Cup depuis 1978 contre les London Broncos à Wembley. L'année suivante, ils défendent leur titre en finale mais sont vaincus par Bradford Bulls à Murrayfield.
En 2001, Daryl Powell prend en main l'équipe, le club occupe les places d'honneur en Super League depuis 1999. En 2003, Leeds retrouve la finale de la Challenge Cup mais s'incline contre de nouveau Bradford Bulls au Millennium Stadium de Cardiff. Tony Smith succède à Powell et dès sa première saison, il permet au club de finir premier de la saison régulière de la Super League pour la première fois de son histoire, il confirme sa suprématie en remportant la grande finale contre les Bulls (16-8), suivi d'un premier titre en World Club Challenge contre les Canterbury Bulldogs (39-32) à l'Elland Road de Leeds.
Après deux années de places d'honneur (finaliste de la Super League en 2005, 3e de la saison régulière en 2006), le club remporte deux titres de Super League d'affilée en 2007 et 2008 ajouté d'un titre au World Club Challenge en 2008 malgré le fait que St Helens RLFC remporte la saison régulière.

## Personnalités historiques du club

### Joueurs
| - Matt Adamson (2002-2004) - Carl Ablett (2004-) - Marcus Bai (2004-2005) - Rob Burrow (2001-2017) - Mark Calderwood (2001-2005) - Tonie Carroll (2001-2002) - Gary Connolly (2003-2004) - Adam Cuthbertson (2015-) - Matt Diskin (2001-2010) - Scott Donald (2006-2010) - Gareth Ellis (2005-2008) - Brad Godden (1998-1999) - Ryan Hall (2007-2018) - Ash Handley (2014-) |  | - Zak Hardaker (2011-2017) - Iestyn Harris (1997-2001) - Konrad Hurrell (2019-) - Ali Lauitiiti (2004-2011) - Graham Mackay (2000-2000) - Barrie McDermott (1995-2005) - Danny McGuire (2001-2017) - Adrian Morley (1995-2000) - Matt Parcell (2017-) - Jamie Peacock (2006-2015) - Keith Senior (1999-2011) - Kevin Sinfield (1997-2015) - Stevie Ward (2012-2021) - Kallum Watkins (2007-2019) |

Un joueur ont remporté le Man of Steel : David Ward en 1977, Garry Schofield en 1991, Iestyn Harris en 1998 et Zak Hardaker en 2015. Enfin, deux joueurs ont remporté le Harry Sunderland Trophy : Bev Risman en 1969, Terry Clawson en 1972, Mel Mason en 1975, Kevin Dick en 1979, Matt Diskin en 2004, Rob Burrow en 2007 et 2011, Lee Smith en 2008, Kevin Sinfield en 2009 et 2012 et Danny McGuire en 2015 et 2017, Kruise Leeming en 2021.
Un joueur des Rhinos a également porté les couleurs de l'équipe de France et disputé une coupe du monde : il s'agit d'Eric Anselme qui fait partie de la sélection de 2008.

### Entraîneurs
| Rang | Nom           | Période   |
| ---- | ------------- | --------- |
|      | David Ward    | 1989-1991 |
|      | Doug Laughton | 1991-1995 |
|      | Dean Bell     | 1995-1997 |
|      | Graham Murray | 1997-1999 |
|      | Dean Lance    | 1999-2001 |
|      | Daryl Powell  | 2001-2003 |
|      | Tony Smith    | 2003-2007 |

| Rang | Nom                        | Période   |
| ---- | -------------------------- | --------- |
|      | Brian McClennan            | 2007-2010 |
|      | Brian McDermott            | 2010-2018 |
|      | Kevin Sinfield James Lowes | 2018-2018 |
|      | David Furner               | 2019-2019 |
|      | Richard Agar               | 2020-2022 |
|      | Rohan Smith                | 2022-     |

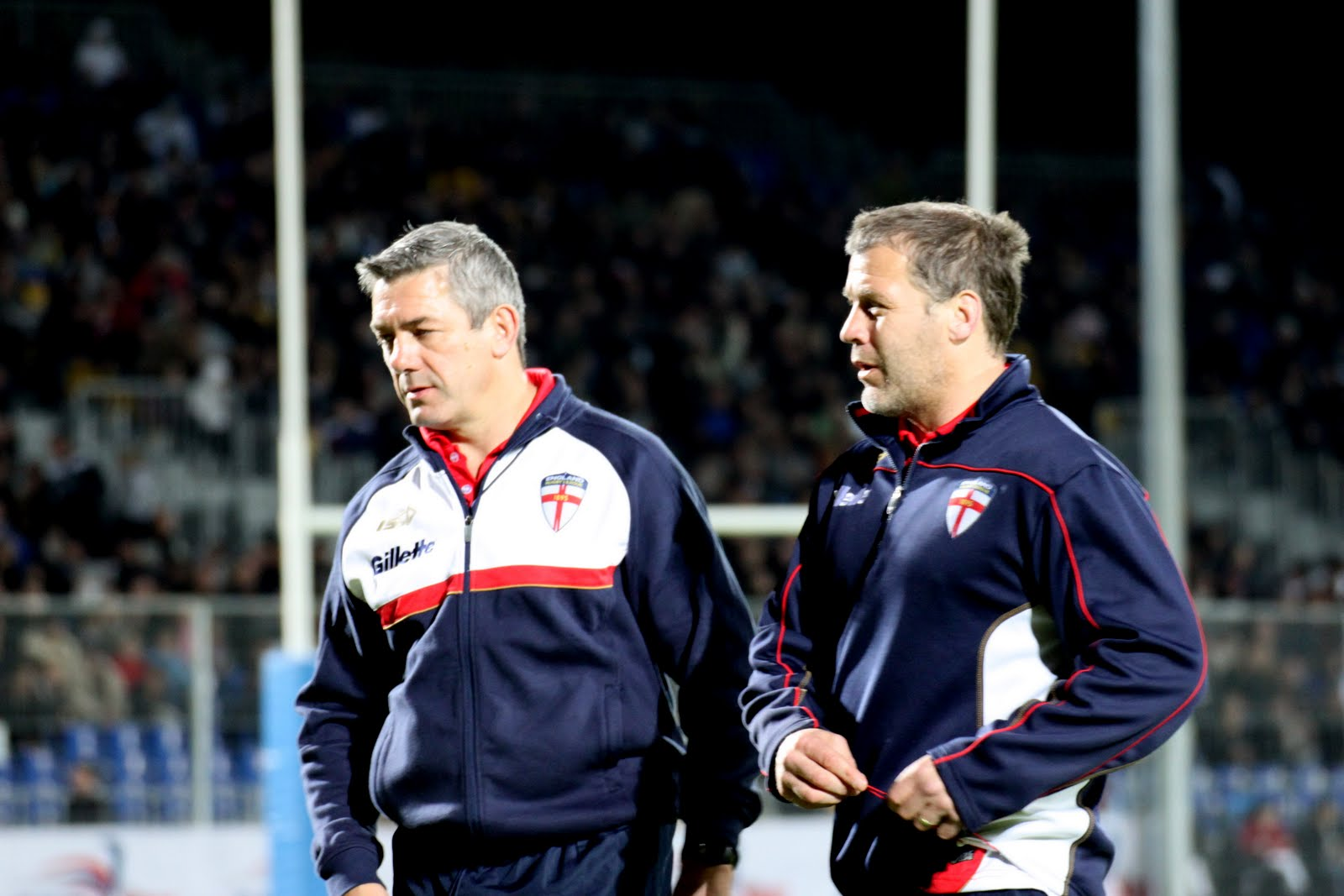
Daryl Powell
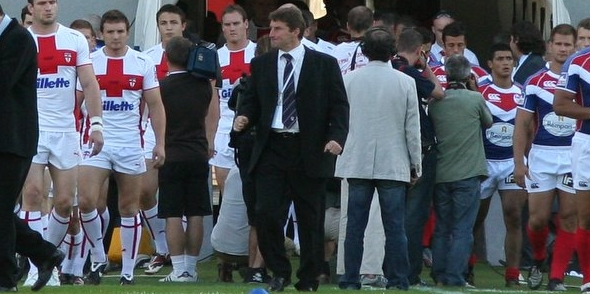
Tony Smith
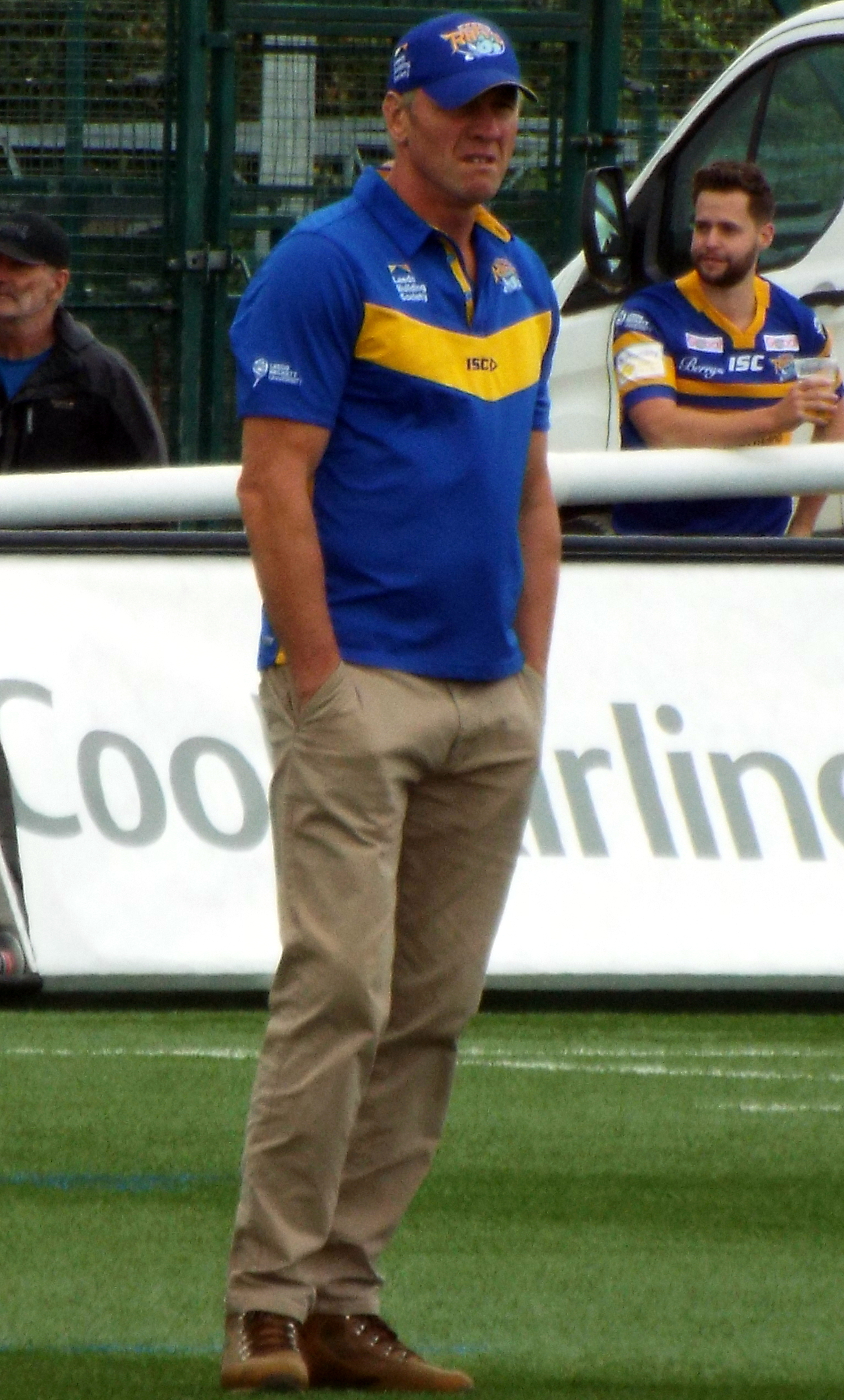
Brian McDermott

## Bilan du club toutes saisons et toutes compétitions confondues
| Année       | Année       | Saison régulière Super League | Saison régulière Super League | Saison régulière Super League | Saison régulière Super League | Saison régulière Super League | Saison régulière Super League | Saison régulière Super League | Saison régulière Super League | Phase finale Super League | Phase finale Super League | Phase finale Super League | Phase finale Super League | Phase finale Super League | Phase finale Super League | Phase finale Super League | Challenge Cup      |
| Année       | Année       | Class.                        | Points                        | MJ                            | V.                            | N.                            | D.                            | Pp.                           | Pc.                           | Perf.                     | MJ                        | V.                        | N.                        | D.                        | Pp.                       | Pc.                       | Performance        |
| Saison 1996 | Saison 1996 | 10e                           | 12                            | 22                            | 6                             | 0                             | 16                            | 555                           | 745                           | pas de phase finale       | pas de phase finale       | pas de phase finale       | pas de phase finale       | pas de phase finale       | pas de phase finale       | pas de phase finale       | Demi-finale        |
| Saison 1997 | Saison 1997 | 5e                            | 27                            | 22                            | 13                            | 1                             | 8                             | 544                           | 463                           | pas de phase finale       | pas de phase finale       | pas de phase finale       | pas de phase finale       | pas de phase finale       | pas de phase finale       | pas de phase finale       | Demi-finale        |
| Saison 1998 | Saison 1998 | 2e                            | 38                            | 23                            | 19                            | 0                             | 4                             | 662                           | 369                           | Finaliste                 | 4                         | 2                         | 0                         | 2                         | 65                        | 49                        | Seizième de finale |
| Saison 1999 | Saison 1999 | 3e                            | 45                            | 30                            | 22                            | 1                             | 7                             | 910                           | 558                           | Play off 2                | 2                         | 0                         | 0                         | 2                         | 30                        | 61                        | Vainqueur          |
| Saison 2000 | Saison 2000 | 4e                            | 34                            | 28                            | 17                            | 0                             | 11                            | 692                           | 626                           | Play off 2                | 2                         | 1                         | 0                         | 1                         | 34                        | 60                        | Finaliste          |
| Saison 2001 | Saison 2001 | 5e                            | 33                            | 28                            | 16                            | 1                             | 11                            | 774                           | 721                           | Play off 1                | 1                         | 0                         | 0                         | 1                         | 30                        | 38                        | Demi-finale        |
| Saison 2002 | Saison 2002 | 4e                            | 34                            | 28                            | 17                            | 0                             | 11                            | 865                           | 700                           | Play off 2                | 2                         | 1                         | 0                         | 1                         | 54                        | 63                        | Demi-finale        |
| Saison 2003 | Saison 2003 | 2e                            | 41                            | 28                            | 19                            | 3                             | 6                             | 751                           | 555                           | Demi-finale               | 2                         | 1                         | 0                         | 1                         | 36                        | 53                        | Finaliste          |
| Saison 2004 | Saison 2004 | 1er                           | 50                            | 28                            | 24                            | 2                             | 2                             | 1037                          | 443                           | Champion                  | 3                         | 2                         | 0                         | 1                         | 68                        | 46                        | Huitième de finale |
| Saison 2005 | Saison 2005 | 2e                            | 44                            | 28                            | 22                            | 0                             | 6                             | 1150                          | 505                           | Finaliste                 | 2                         | 1                         | 0                         | 1                         | 25                        | 31                        | Finaliste          |
| Saison 2006 | Saison 2006 | 3e                            | 38                            | 28                            | 19                            | 0                             | 9                             | 869                           | 543                           | Play off 1                | 1                         | 0                         | 0                         | 1                         | 17                        | 18                        | Demi-finale        |
| Saison 2007 | Saison 2007 | 2e                            | 37                            | 27                            | 18                            | 1                             | 8                             | 747                           | 487                           | Champion                  | 3                         | 2                         | 0                         | 1                         | 77                        | 22                        | Huitième de finale |
| Saison 2008 | Saison 2008 | 2e                            | 42                            | 27                            | 21                            | 0                             | 6                             | 863                           | 413                           | Champion                  | 3                         | 2                         | 0                         | 1                         | 52                        | 68                        | Demi-finale        |
| Saison 2009 | Saison 2009 | 1er                           | 42                            | 27                            | 21                            | 0                             | 6                             | 805                           | 453                           | Champion                  | 3                         | 3                         | 0                         | 0                         | 89                        | 38                        | Seizième de finale |
| Saison 2010 | Saison 2010 | 4e                            | 35                            | 27                            | 17                            | 1                             | 9                             | 725                           | 561                           | Demi-finale               | 2                         | 1                         | 0                         | 1                         | 33                        | 52                        | Finaliste          |
| Saison 2011 | Saison 2011 | 5e                            | 31                            | 27                            | 15                            | 1                             | 11                            | 757                           | 603                           | Champion                  | 4                         | 4                         | 0                         | 0                         | 134                       | 78                        | Finaliste          |
| Saison 2012 | Saison 2012 | 5e                            | 32                            | 27                            | 16                            | 0                             | 11                            | 823                           | 662                           | Champion                  | 4                         | 4                         | 0                         | 0                         | 100                       | 70                        | Finaliste          |
| Saison 2013 | Saison 2013 | 3e                            | 37                            | 27                            | 18                            | 1                             | 8                             | 712                           | 507                           | Demi-finale               | 3                         | 1                         | 0                         | 1                         | 43                        | 72                        | Huitième de finale |
| Saison 2014 | Saison 2014 | 6e                            | 32                            | 27                            | 15                            | 2                             | 10                            | 685                           | 421                           | Play off 1                | 1                         | 0                         | 0                         | 1                         | 20                        | 24                        | Vainqueur          |
| Saison 2015 | Saison 2015 | 1er                           | 41                            | 30                            | 20                            | 1                             | 9                             | 944                           | 650                           | Champion                  | 2                         | 2                         | 0                         | 0                         | 42                        | 33                        | Vainqueur          |
| Saison 2016 | Saison 2016 | 9e                            | 28                            | 30                            | 14                            | 0                             | 16                            | 643                           | 721                           | Non qualifié              | -                         | -                         | -                         | -                         | -                         | -                         | Huitième de finale |
| Saison 2017 | Saison 2017 | 2e                            | 40                            | 30                            | 20                            | 0                             | 10                            | 749                           | 623                           | Champion                  | 2                         | 2                         | 0                         | 0                         | 42                        | 22                        | Demi-finale        |
| Saison 2018 | Saison 2018 | 10e                           | 28                            | 30                            | 13                            | 2                             | 15                            | 647                           | 664                           | Non qualifié              | -                         | -                         | -                         | -                         | -                         | -                         | Quart de finale    |
| Saison 2019 | Saison 2019 | 8e                            | 24                            | 29                            | 12                            | 0                             | 17                            | 650                           | 644                           | Non qualifié              | -                         | -                         | -                         | -                         | -                         | -                         | Huitième de finale |
| Saison 2020 | Saison 2020 | 5e                            | 20                            | 17                            | 10                            | 0                             | 7                             | 369                           | 390                           | Play off 1                | 1                         | 0                         | 0                         | 1                         | 14                        | 26                        | Vainqueur          |
| Saison 2021 | Saison 2021 | 5e                            | 26                            | 24                            | 13                            | 0                             | 11                            | 556                           | 440                           | Demi-finale               | 2                         | 1                         | 0                         | 1                         | 16                        | 36                        | 3e tour            |
| Saison 2022 | Saison 2022 | 5e                            | 29                            | 27                            | 14                            | 1                             | 12                            | 577                           | 528                           | Finaliste                 | 3                         | 2                         | 0                         | 1                         | 52                        | 42                        | Huitième de finale |
| Saison 2023 | Saison 2023 | 8e                            | 24                            | 27                            | 12                            | 0                             | 15                            | 535                           | 534                           | Non qualifié              | -                         | -                         | -                         | -                         | -                         | -                         | Huitième de finale |
| Saison 2024 | Saison 2024 | 8e                            | 28                            | 27                            | 14                            | 0                             | 13                            | 530                           | 488                           | Non qualifié              | -                         | -                         | -                         | -                         | -                         | -                         | Huitième de finale |
| Saison 2025 | Saison 2025 | -                             | -                             |                               |                               |                               |                               |                               |                               | -                         | -                         | -                         | -                         | -                         | -                         | -                         | Huitième de finale |

## Stade

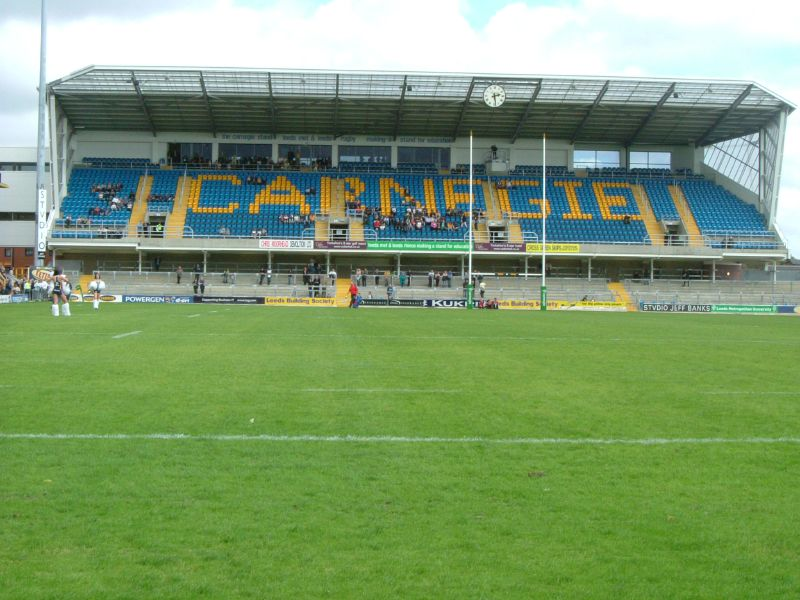
Headingley Rugby Stadium

Leeds Rhinos dispose du Headingley Rugby Stadium pour ses matchs à domicile. Ce stade fait partie d'un complexe sportif créé en 1890 appelé Headingley Rugby Stadium et doté d'un terrain de cricket, le Headingley Cricket Ground (20 000 places), où se disputent les matchs du Yorkshire County Cricket Club et des matchs internationaux de l'Équipe d'Angleterre de cricket et donc d'un terrain de rugby, le Headingley Rugby Stadium que Leeds Rhinos partage avec l'équipe de rugby à XV de Leeds Carnegie. Ce stade est d'une capacité de 22 000 places, ce qui en fait le deuxième stade en termes de capacité de la ville (après Elland Road, le stade de football). Le record d'affluence de ce stade fut à l'occasion d'un match de rugby à XIII opposant Leeds à Bradford le 21 mai 1947, avec 40 175 spectateurs. Il a par ailleurs accueilli la finale de la Coupe du monde de rugby à XIII 1970 entre la Grande-Bretagne et l'Australie.